# Ebbegebirge
Das Ebbegebirge (kurz Ebbe) im Märkischen Kreis und Kreis Olpe in Nordrhein-Westfalen ist ein bis 662,7 m ü. NHN hoher Mittelgebirgszug im Sauerland.
Das Gebirge ist Namensgeber des flächenmäßig deutlich größeren Naturparks Ebbegebirge (777 km²) und ist links der Lenne gelegener Westteil des Naturraums Ebbe-Homert-Schwelle. Sein höchster Berg ist die Nordhelle.

## Geographische Lage
Das Ebbegebirge liegt etwas nordwestlich vom Zentrum des Naturparks Ebbegebirge und westsüdwestlich von jenem des Sauerlandes. In Ostnordost-Westsüdwest-Richtung breitet es sich zwischen Plettenberg (Randlage) im Nordosten, Finnentrop (äußere Randlage) im Osten, Attendorn (außerhalb) im Südosten, Valbert (äußere Randlage) im westlichen Süden, Meinerzhagen (äußere Randlage) im Südwesten, Kierspe (außerhalb) im Westen sowie Herscheid im Nordwesten aus. Die Westsüdwestabdachung des Gebirges fällt zum Volme-Oberlauf ab, die Ostnordostflanke zur Lenne.

## Naturräumliche Zuordnung und Gliederung
Das Ebbegebirge gliedert sich wie folgt:
- (zu 33 Süderbergland)
  - (zu 3362 Südsauerländer Bergland)
    - (zu 3362.0-3 Ebbe-Homert-Schwelle (373 km²[4]))
      - 3362.0 Ebbegebirge
        - 3362.00 Hohes Ebbe (bis 662,7 m)
        - 3362.01 Griesingrücken (bis 553,8 m)
        - 3362.02 Herscheider Ebbe (bis 584,6 m, mit Versetalsperre)
        - 3362.03 Plettenberger Kessel (bis 584,2 m)

### Hohes Ebbe
Das unbesiedelte und durchgängig bewaldete, auf der Nordhelle bis 662,7 m hohe Kerngebirge Hohes Ebbe nimmt den Südwesten des Ebbegebirges unmittelbar nördlich Valberts und etwas südlich Herscheids ein. Sein äußerster Westen wird von der Bundesautobahn 45 auf maximal 531,3 m Höhe (Stelle nahe den Parkplätzen Baberg und Drögenpütt) überquert.

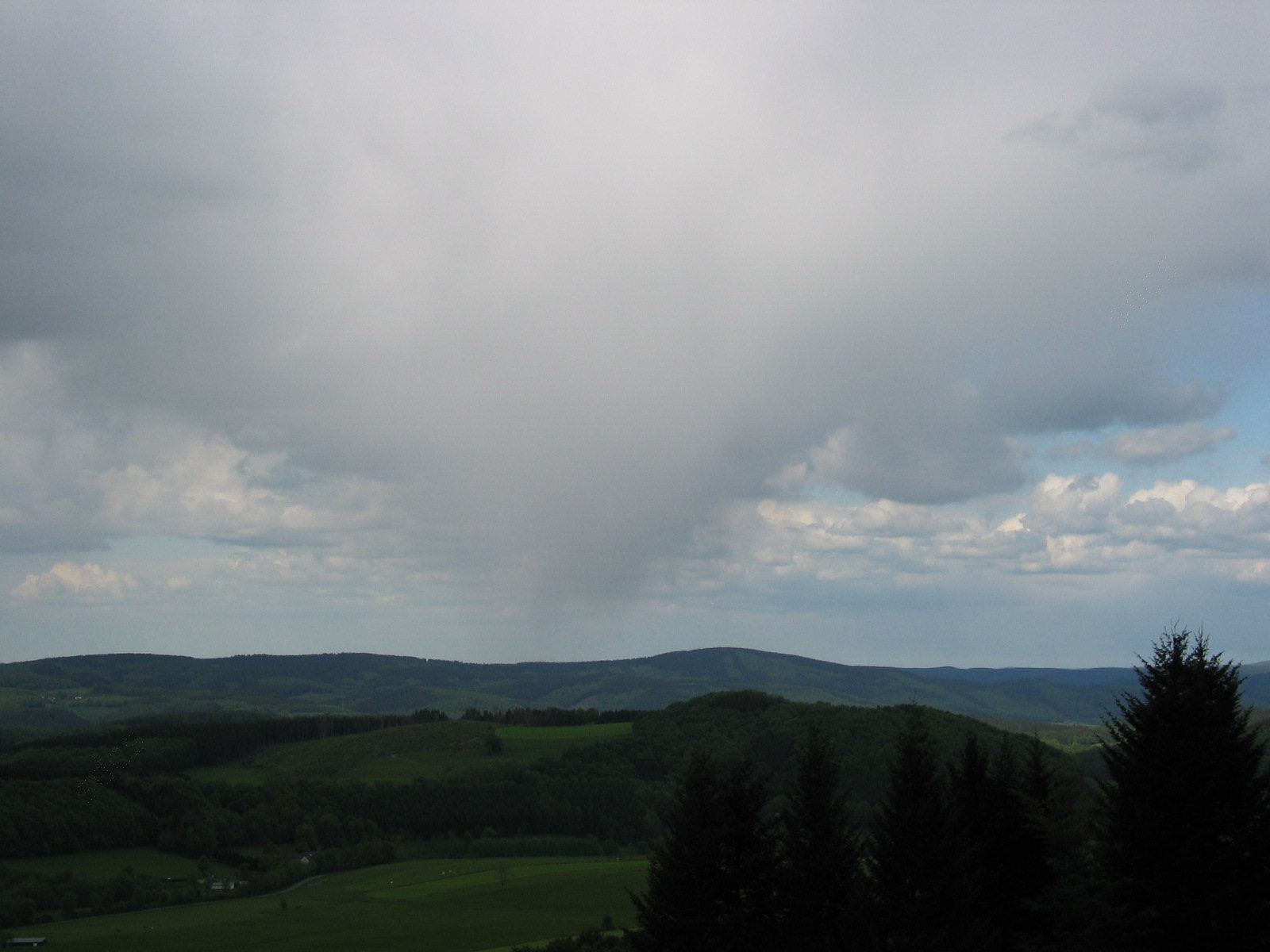
Ebbegebirge bei Herscheid

Das Hohe Ebbe ist in der Hauptsache ein sich nach Ostnordosten ziehender Bergkamm mit einem deutlich nach Nord(nordwest)en weisenden Trauf, während die Süd(südost)flanke eher allmählich abflacht. Hierbei ist indes der absolute Höhenabfall am Trauf geringer als an der Gegenseite.
Orographisch wird das Hohe Ebbe nach Westen durch den Volme-Oberlauf bei Meinerzhagen abgegrenzt und nach Norden durch eine Senke längs der Landstraße Werkshagen–Himmelmert von Herscheider Ebbe und Plettenberger Kessel separiert. Der Westen dieser Senke begleitet den Herveler Bach zur Verse nach Westen, während der (größere) Ostteil dem Ebbebach nach Osten folgt, wo er an der Oestertalsperre seinen endgültigen Namen Oester erhält. Ungefähre Ostgrenze zum Plettenberger Kessel sind von Kückelheim aus nach Südwesten bachaufwärts die Täler von Nuttmecke, Biekebach und Berndebach.
An der Westabdachung des Hohen Ebbe entspringt die Volme. An seiner Südflanke entspringen ferner im Westen die Lister nebst einigen quellnahen Zuflüssen, in der Mitte einige Zuflüsse des Ihne-Oberlaufs und im Osten ein paar direkte Zuflüsse der unteren Bigge, in die auch die beiden vorher genannten Flüsse münden.

### Griesingrücken
Der am namensgebenden Griesing 553,8 m hohe Griesingrücken zweigt vom Berg Rothenstein (ca. 600 m) im Westsüdwesten des Hohen Ebbe nahezu rechtwinklig entlang der A 45 nach Norden ab. Nach Osten wird er durch den Oberlauf der Verse (s. Herscheider Ebbe) begrenzt, westlich grenzt er an die Kiersper Bucht am Tal der Volme östlich Kierspes. Nach Norden sinken die Höhenlagen zu den Halver-Lüdenscheider Hochflächen innerhalb der Lüdenscheider Mulde um Lüdenscheid eher allmählich ab.
Analog zum – um 90° geneigten – Hohen Ebbe ist auch der Trauf des Griesingrückens auffällig nach Osten steil und nach Westen sanft (aber mehr absoluten Höhenabfall bedeutend). Im Norden des Rückens entspringt die der Volme zufließende Elspe.

### Herscheider Ebbe
Das an der Nümmert im Süden 584,6 m hohe Herscheider Ebbe um Herscheid stellt den nördlich zentralen Teil des Ebbegebirges dar. Es reicht vom Tal der Verse von der Fürwiggetalsperre nordwärts bis einschließlich zur Versetalsperre im Westen bis zur Anhöhe, die vom Oberlauf der Else und ihrem südlichen (=linken) Nebenfluss Weiße Ahe zwischen Müggenbruch und Hüinghausen begrenzt wird, in Osten. Die Berge südöstlich Müggenbruchs werden demgegenüber bereits dem Plettenberger Kessel zugerechnet.
Von den Quellläufen der Else und den Zuflüssen ihres Oberlaufes im Osten abgesehen, entwässert das Herscheider Ebbe überwiegend über die Verse, der auch die zentrale Schwarze Ahe nach Norden zufließt.

### Plettenberger Kessel
Der am Heiligenstuhl im äußersten Nordosten 584,2 m erreichende Plettenberger Kessel ist der bei Plettenberg im Nordosten aufgelöste Fächer des Flusssystems der mittleren bis unteren Else nebst unterer Oester nebst Grüne, der innerhalb des Ebbegebirges, dessen Osten er einnimmt, durch eine hohe Reliefenergie auffällt. Nach Osten und Nordosten reicht er bis unmittelbar ans Tal des Else-Vorfluters Lenne.

## Berge
Die folgende Tabelle enthält wesentliche Erhebungen des Ebbegebirges mit einer Höhenangabe in Metern über Normalhöhennull. Die Tabelle ist initial absteigend nach der Höhe sortiert. Weiterhin enthält die Tabelle Koordinaten zum Lokalisieren des Standorts sowie eine Eingruppierung in den betroffenen Naturraum und Kreis.
| Berg             | Höhe    | Koordinaten         | Naturraum            | Kreis            |
| ---------------- | ------- | ------------------- | -------------------- | ---------------- |
| Nordhelle        | 662,7 m | 51° 9′ N, 7° 46′ O  | Hohes Ebbe           | Märkischer Kreis |
| Rehberg          | 645,9 m | 51° 9′ N, 7° 47′ O  | Hohes Ebbe           | Märkischer Kreis |
| Rüenhardt        | 636 m   | 51° 9′ N, 7° 48′ O  | Hohes Ebbe           | Kreis Olpe       |
| Waldberg         | 632,2 m | 51° 9′ N, 7° 46′ O  | Hohes Ebbe           | Märkischer Kreis |
| Rothenstein      | 598 m   | 51° 7′ N, 7° 41′ O  | Hohes Ebbe           | Märkischer Kreis |
| Nümmert          | 584,6 m | 51° 10′ N, 7° 44′ O | Herscheider Ebbe     | Märkischer Kreis |
| Heiligenstuhl    | 584,2 m | 51° 12′ N, 7° 56′ O | Plettenberger Kessel | Märkischer Kreis |
| Österhöh         | 583,3 m | 51° 7′ N, 7° 41′ O  | Hohes Ebbe           | Märkischer Kreis |
| Hohe Molmert     | 574,7 m | 51° 13′ N, 7° 49′ O | Plettenberger Kessel | Märkischer Kreis |
| Koppenkopf       | 563,8 m | 51° 8′ N, 7° 45′ O  | Hohes Ebbe           | Märkischer Kreis |
| Herveler Kopf    | 547,8 m | 51° 9′ N, 7° 44′ O  | Herscheider Ebbe     | Märkischer Kreis |
| Plattberg        | 546 m   | 51° 12′ N, 7° 54′ O | Plettenberger Kessel | Märkischer Kreis |
| Kahler Kopf      | 540,1 m | 51° 8′ N, 7° 43′ O  | Hohes Ebbe           | Märkischer Kreis |
| Buschhagen       | 540 m   | 51° 13′ N, 7° 48′ O | Plettenberger Kessel | Märkischer Kreis |
| Auf der Gasmert  | 534 m   | 51° 11′ N, 7° 42′ O | Herscheider Ebbe     | Märkischer Kreis |
| Buchhahn         | 531 m   | 51° 11′ N, 7° 55′ O | Plettenberger Kessel | Märkischer Kreis |
| Homert           | 530 m   | 51° 11′ N, 7° 39′ O | Griesingrücken       | Märkischer Kreis |
| Böllenberg       | 522 m   | 51° 10′ N, 7° 44′ O | Herscheider Ebbe     | Märkischer Kreis |
| Hahnberg         | 521 m   | 51° 7′ N, 7° 43′ O  | Hohes Ebbe           | Märkischer Kreis |
| Berkey           | 520 m   | 51° 13′ N, 7° 46′ O | Plettenberger Kessel | Märkischer Kreis |
| Kleff            | 512 m   | 51° 13′ N, 7° 56′ O | Plettenberger Kessel | Märkischer Kreis |
| Rabenkopf        | 512 m   | 51° 13′ N, 7° 55′ O | Plettenberger Kessel | Märkischer Kreis |
| Stürweken        | 511 m   | 51° 11′ N, 7° 49′ O | Plettenberger Kessel | Märkischer Kreis |
| Griesling        | 511 m   | 51° 10′ N, 7° 40′ O | Griesingrücken       | Märkischer Kreis |
| Auf dem Höchsten | 506 m   | 51° 10′ N, 7° 56′ O | Plettenberger Kessel | Kreis Olpe       |
| Hardt            | 503 m   | 51° 11′ N, 7° 53′ O | Plettenberger Kessel | Märkischer Kreis |
| Auf der Höhe     | 493 m   | 51° 10′ N, 7° 41′ O | Herscheider Ebbe     | Märkischer Kreis |
| Saley            | 488 m   | 51° 13′ N, 7° 53′ O | Plettenberger Kessel | Märkischer Kreis |
| Lechtenhardt     | 487,5 m | 51° 13′ N, 7° 50′ O | Plettenberger Kessel | Märkischer Kreis |
| Markschlade      | 487 m   | 51° 12′ N, 7° 49′ O | Plettenberger Kessel | Märkischer Kreis |
| Birkhagen        | 483 m   | 51° 11′ N, 7° 55′ O | Plettenberger Kessel | Märkischer Kreis |
| Silmke           | 482 m   | 51° 11′ N, 7° 53′ O | Plettenberger Kessel | Märkischer Kreis |
| Dörnberg         | 468,3 m | 51° 13′ N, 7° 51′ O | Plettenberger Kessel | Märkischer Kreis |
| Buerhahn         | 467,1 m | 51° 10′ N, 7° 53′ O | Plettenberger Kessel | Märkischer Kreis |
| Am Kroppe        | 452 m   | 51° 13′ N, 7° 54′ O | Plettenberger Kessel | Märkischer Kreis |
| Stockhagen       | 439 m   | 51° 10′ N, 7° 56′ O | Plettenberger Kessel | Kreis Olpe       |
| Rauhscheid       | 431,8 m | 51° 10′ N, 7° 56′ O | Plettenberger Kessel | Kreis Olpe       |
| Sundhelle        | 430 m   | 51° 10′ N, 7° 48′ O | Plettenberger Kessel | Märkischer Kreis |
| Kohlhahn         | 421 m   | 51° 9′ N, 7° 53′ O  | Plettenberger Kessel | Kreis Olpe       |
| Hömberg          | 418,7 m | 51° 10′ N, 7° 57′ O | Plettenberger Kessel | Kreis Olpe       |
| Humberg          | 418 m   | 51° 11′ N, 7° 53′ O | Plettenberger Kessel | Märkischer Kreis |
| Höttenberg       | 411 m   | 51° 11′ N, 7° 52′ O | Plettenberger Kessel | Märkischer Kreis |
| Ebberg           | 409,2 m | 51° 12′ N, 7° 50′ O | Plettenberger Kessel | Märkischer Kreis |
| Otterscheid      | 399 m   | 51° 10′ N, 7° 55′ O | Plettenberger Kessel | Kreis Olpe       |

## Gewässer

### Flüsse

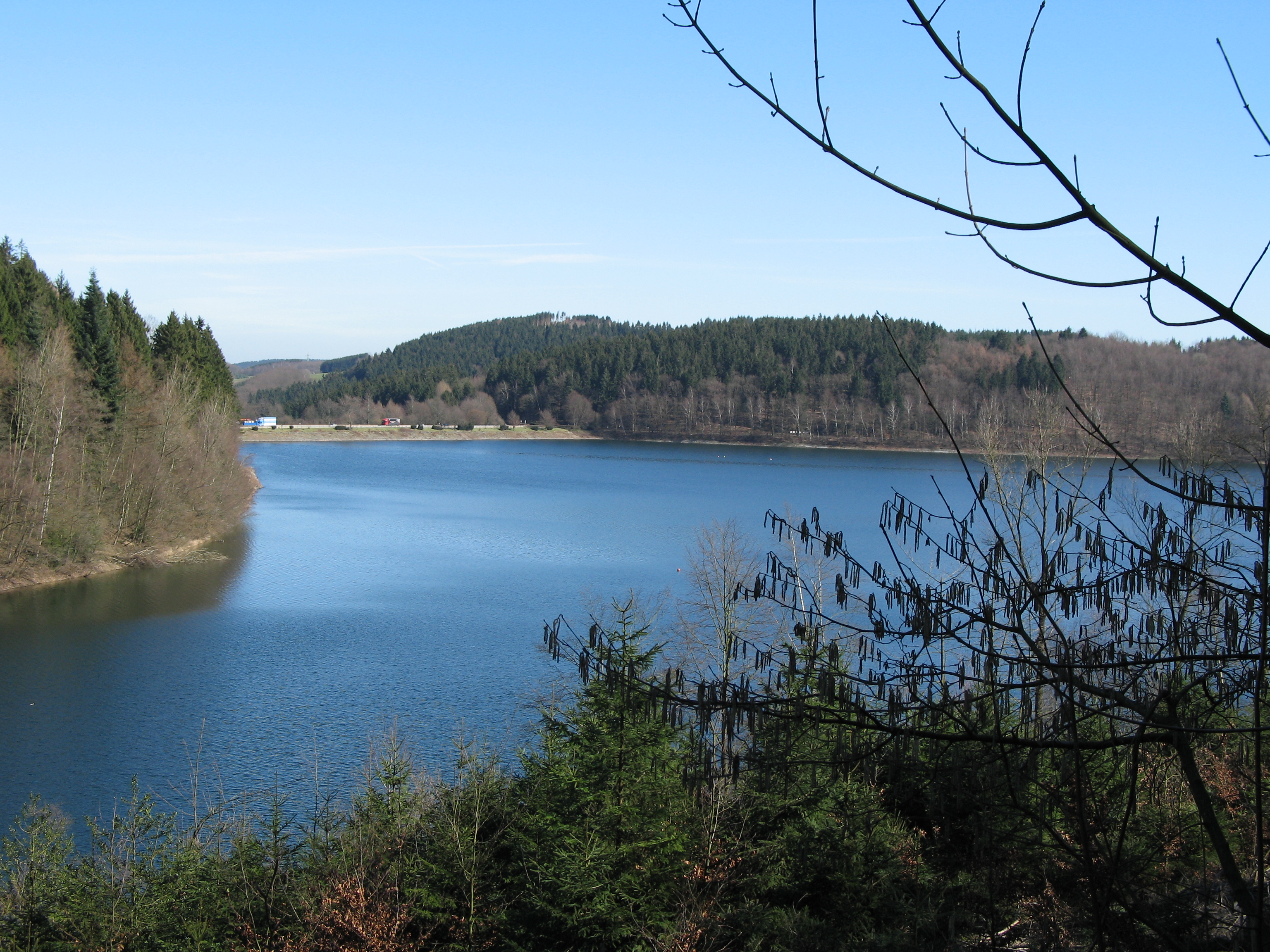
Blick über die Versetalsperre mit Damm im Hintergrund

Das Ebbegebirge wird westlich von der an der westlichen Abdachung des Hohen Ebbe entspringenden Volme und östlich bis nordöstlich von der Lenne begrenzt. Fast alle im Ebbe entspringenden Flüsse fließen ins Flusssystem der Lenne.

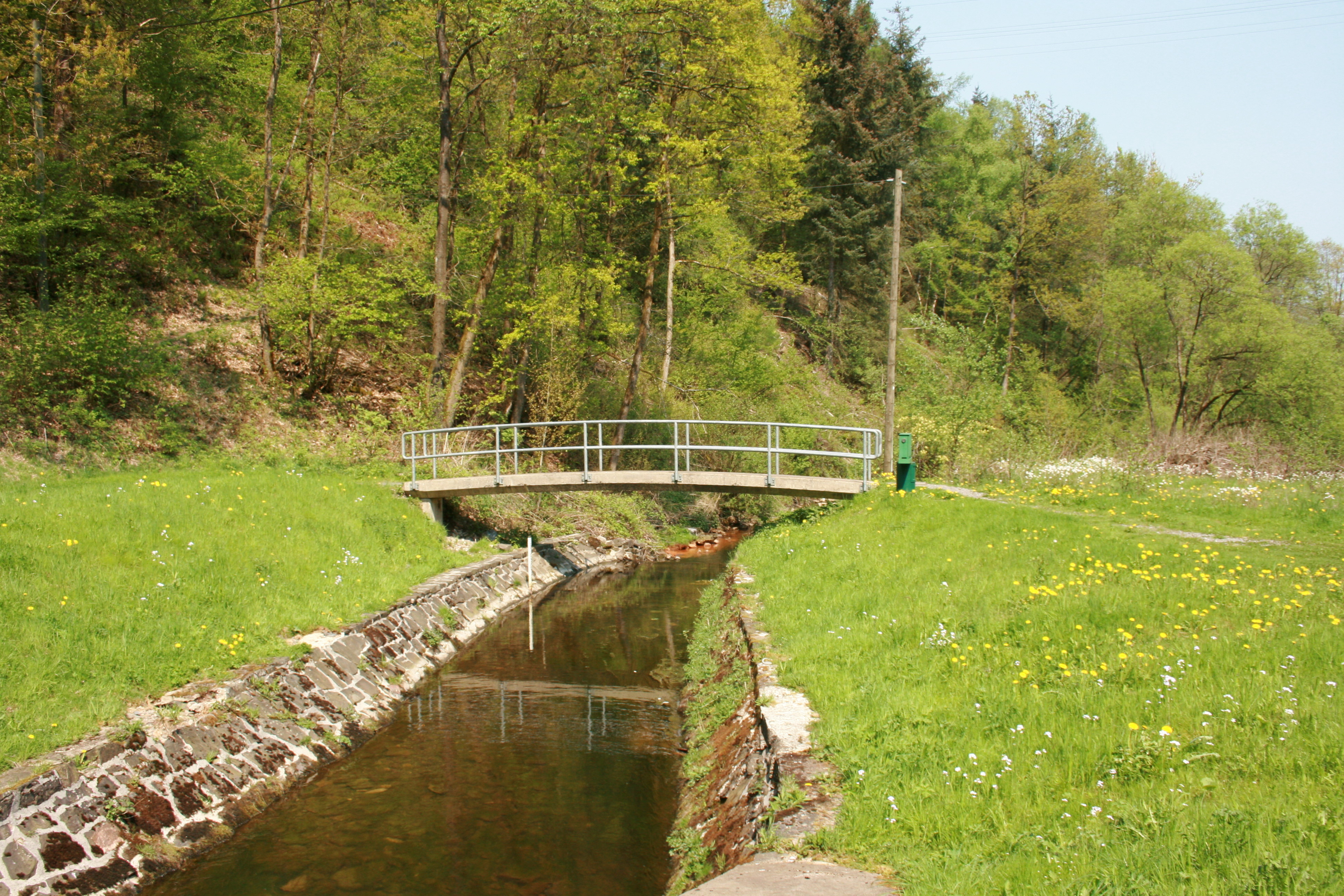
Die Oester unterhalb der Oestertalsperre

Im Gegenuhrzeigersinn, beginnend im Süden, sind das – mit Länge und Einzugsgebiet:
- Flusssystem der Bigge:
  - Lister (nur Quelllauf und quellnahe Zuflüsse; 19 km, 69,95 km²)
  - Ihne (nur quellnahe Zuflüsse; 12,2 km, 44,493 km²)
- Flusssystem der Else:
  - Grüne (zur Oester; 9,2 km, 14,5 km²)
  - Nuttmecke (zur Oester; 3,4 km, 11,9 km²)
  - Oester (15,6 km, 56,233 km²)
  - Else (12,9 km, 96,2 km²)
  - Weiße Ahe (8,0 km, 12,6 km²)
- Flusssystem der Verse:
  - Schwarze Ahe (nur Oberlauf; 9,0 km², 17,1 km²)
  - Verse (nur Oberlauf; 24,5 km; 79,966 km²)

Einziger Zufluss der Volme über 10 km² Einzugsgebiet ist die Elspe (7,2 km, 17,1 km²), die jedoch nur im Oberlauf das Ebbegebirge durchfließt.

### Stauseen
Der mit Abstand größte Stausee des Ebbegebirges ist die Versetalsperre im Nordwesten mit einer Fläche von immerhin 183 ha. Ebenfalls von der Verse wird südlich davon die Fürwiggetalsperre (18 ha) aufgestaut. Zentraler liegt die Oestertalsperre mit einer Fläche von 24,5 ha. An der Westabdachung des Ebbegebirges liegt die nur 11,7 ha große Jubachtalsperre.
Davon abgesehen gibt es in der Umgebung des Ebbegebirges weitere Stauseen, von denen der in den Jahren 1956–1965 erbaute und 876 ha große Biggesee mit der angrenzenden und bereits 1909–1912 errichteten Listertalsperre als heutiges Vorstaubecken der mit Abstand größte ist und sich nur wenige Kilometer südöstlich des Gebirges befindet.

## Diskussion über Nationalpark
Im September 2023 veröffentlichten Umwelt-, Wirtschafts- und Landwirtschaftsministerium in NRW eine Liste mit sechs potenziellen Gebieten, darunter dem Ebbegebirge, für einen zweiten Nationalpark in NRW. In einem Bewerbungsverfahren sollen sich bis Ende des ersten Quartals 2024 formale Bewerbungen für den neuen Nationalpark eingereicht werden.